# Wijken en buurten in Terschelling
De Nederlandse gemeente Terschelling is voor statistische doeleinden onderverdeeld in wijken en buurten. De gemeente is verdeeld in de volgende statistische wijken:
- Wijk 00 West-Terschelling (CBS-wijkcode:009300)
- Wijk 01 Midsland (CBS-wijkcode:009301)
- Wijk 02 Formerum (CBS-wijkcode:009302)
- Wijk 03 Lies (CBS-wijkcode:009303)
- Wijk 04 Hoorn (CBS-wijkcode:009304)
- Wijk 05 Oosterend (CBS-wijkcode:009305)

Een statistische wijk kan bestaan uit meerdere buurten. Onderstaande tabel geeft de buurtindeling met kentallen volgens het Centraal Bureau voor de Statistiek (2008):
| CBS-buurtcode | Buurtnaam                           | Inwonertal | Opp. totaal (ha) | Opp. land (ha) | Ligging                |
| ------------- | ----------------------------------- | ---------- | ---------------- | -------------- | ---------------------- |
| BU00930000    | West-Terschelling                   | 2380       | 174              | 169            | Locatie in de gemeente |
| BU00930002    | Verspreide huizen West-Terschelling | 50         | 2406             | 2394           | Locatie in de gemeente |
| BU00930110    | Midsland                            | 890        | 38               | 38             | Locatie in de gemeente |
| BU00930111    | Verspreide huizen Midsland-Zuid     | 330        | 587              | 583            | Locatie in de gemeente |
| BU00930112    | Verspreide huizen Midsland-Noord    | 20         | 641              | 626            | Locatie in de gemeente |
| BU00930213    | Formerum                            | 190        | 49               | 49             | Locatie in de gemeente |
| BU00930214    | Verspreide huizen Formerum-Zuid     | 100        | 246              | 246            | Locatie in de gemeente |
| BU00930215    | Verspreide huizen Formerum-Noord    | 0          | 239              | 239            | Locatie in de gemeente |
| BU00930316    | Lies                                | 140        | 32               | 32             | Locatie in de gemeente |
| BU00930317    | Verspreide huizen Lies-Zuid         | 10         | 157              | 155            | Locatie in de gemeente |
| BU00930418    | Koegelwieck                         | 0          | 629              | 628            | Locatie in de gemeente |
| BU00930419    | Hoorn                               | 440        | 54               | 54             | Locatie in de gemeente |
| BU00930420    | Verspreide huizen Hoorn-Zuid        | 50         | 264              | 264            | Locatie in de gemeente |
| BU00930521    | Oosterend                           | 90         | 27               | 27             | Locatie in de gemeente |
| BU00930522    | Verspreide huizen Oosterend-Zuid    | 20         | 168              | 168            | Locatie in de gemeente |
| BU00930523    | De Boschplaat                       | 0          | 3040             | 3040           | Locatie in de gemeente |